# شملة
الشَملَة هي قطعة من القماش لها أطراف من حبال يضعها صاحب الناقة على ضرعها مشدودة بواسطة الحبال على ظهر الناقة ليمنع حوارها من رضاعتها ويوفر بهذا لبنها لنفسة.
معنى آخر: هي قطعة قماش عريضة يلبسها الرجال والنساء فوق الملابس.
معنى آخر: الشملة أيضاً هي الحزام القديم مما كان يستعمله العرب ويلف على الخصر.